# Quaestor (België)
Quaestor is een functie in de Belgische Kamer van volksvertegenwoordigers en de Senaat. Quastores zijn verantwoordelijk voor de praktische zaken en de organisatie van de werkzaamheden in het parlement.